# Belagerung von Peking
Die Belagerung von Peking von 1215 war eine Schlacht zwischen den Mongolen unter Dschingis Khan und der Jin-Dynastie und endete mit der Einnahme der Stadt durch die Mongolen.

## Geschichte
Das Jahr 1211 markiert den Beginn des Krieges zwischen den Mongolen und der Jin-Dynastie, welche das nördliche China kontrollierte. Der Jin-Dynastie gelang es zwei Jahre lang, die mongolische Reiterarmee von ihrem Territorium fernzuhalten. 1213 teilte Dschingis Khan seine Armee jedoch in drei Teile, denen mit Hilfe von Belagerungswaffen die Überwindung der Großen Mauer gelang. Sein Bruder Kasar eroberte das Gebiet der heutigen Mandschurei, sein ältester Sohn Dschötschi die Provinz Shanxi, er selbst griff das strategisch wichtige Peking (damals Zhōngdū 中都 oder Jīnzhōngdū 金中都 genannt) an, um die Provinz Shandong erobern zu können.
Die verhältnismäßig lange Belagerung der Stadt endete am 1. Juni 1215. Der König des Jin-Reiches, Xuānzōng (宣宗), konnte sich rechtzeitig nach Kaifeng absetzen, ein Großteil der Bevölkerung wurde jedoch massakriert. Mit dem Fall der Stadt war es den Mongolen möglich, weitere Gebiete im Bereich des Gelben Flusses einzunehmen.